# Franciszek Janeczko
Franciszek Janeczko (ur. 26 lipca 1906 w Sporyszu, zm. 24 lutego 1942 tamże) (starsze źródła podawały rok 1945) – jeden z czołowych polskich malarzy ludowych, samouk.
Syn Jana i Katarzyny z d. Drewniak. Całe życie spędził w swej rodzinnej wsi, gdzie był bezrolnym chłopem, zarabiającym jako najemny pracownik rolny i pasterz. Pod koniec lat 30. XX w. niewielkie sumy otrzymywał także ze sprzedaży swoich prac miłośnikom sztuki ludowej. Już jako nastolatek cierpiał na choroby nerwowe, w tym na padaczkę. Zmarł na gruźlicę lub z głodu. Spoczął na Cmentarzu Komunalnym w Żywcu, ale jego grób nie zachował się. 
W wieku ok. 30 lat nauczył się malować. Tworzył techniką akwareli na tekturze lub papierze, głównie obrazy religijne, ale też przedstawiające zbójców. Wykonywał także karty do gry dla miejscowej ludności. Zdaniem Anny Kunczyńskiej-Irackiej był jednym z najwybitniejszych polskich malarzy ludowych, a jego twórczość można tez zaliczyć do nurtu sztuki naiwnej. Po raz pierwszy na talent Janeczki zwrócił uwagę w połowie lat 30. XX w. Tadeusz Seweryn i wraz ze Stanisławem Szczotką wspomagał go finansowo przez zakup materiałów malarskich. Dorobek artysty prezentowany był pośmiertnie na licznych krajowych oraz zagranicznych wystawach sztuki ludowej, w tym Towarzystwa Zachęty Sztuk Pięknych w Warszawie w 1965. O twórczości artysty pisali m.in. Roman Reinfuss (w: "Malarstwo ludowe", 1962) przyrównując jego dzieła do dorobku Nikifora, i Mariusz Lorenc w 2012.
Obrazy Janeczki znajdują się w zbiorach krakowskiego Muzeum Etnograficznego, Państwowego Muzeum Etnograficznego w Warszawie oraz Muzeum Miejskiego w Żywcu.